# Lucas-Ooms Fonds
Het Lucas-Ooms Fonds (LOF) is een fonds, dat het stimuleren van Nederlandse tijdschriften en de Nederlandse tijdschriftenjournalistiek in de breedst mogelijke zin tot doel heeft.

## Achtergrond
Het Lucas-Ooms Fonds is genoemd naar J.W. Lucas en C.P. Ooms, directeuren van de Haarlemse uitgeverij De Spaarnestad, die tijdschriften als Katholieke Illustratie, Panorama en Libelle uitgaf. Het fonds werd in 1967 ingesteld bij een legaat van C. Ooms-Luiken, de weduwe van C.P. Ooms. Het wordt beheerd door een stichting, die is gevestigd te Amsterdam.
De doelstelling van het LOF, het Lucas-Ooms Fonds, is het stimuleren van ‘het tijdschrift’ en ‘de tijdschriftjournalistiek’. Dit gebeurt al tientallen jaren door de jaarlijkse toekenning van LOF-prijzen en door financiële steun te geven aan bijzondere projecten.

## Activiteiten

### LOF-prijzen
Tot de belangrijkste activiteiten van het Lucas-Ooms Fonds behoort de uitreiking van de LOF-prijzen. Met deze prijzen, die samen met de Nederlandse Uitgeversbond (NUV) zijn ingesteld, wil het Lucas-Ooms Fonds erkenning geven aan "bijzondere prestaties op het gebied van tijdschriften en tijdschriftenjournalistiek".
Er zijn drie LOF-prijzen:
- De LOF-Prijs voor Publiekstijdschriften (de Mercur d'Or). Dit is een zogenaamde oeuvre-prijs, die wordt toegekend door een jury waarin het Lucas-Ooms-Fonds een vertegenwoordiger heeft. De prijs is bedoeld voor een tijdschrift dat of iemand die "gedurende langere tijd een opvallende prestatie heeft geleverd op de Nederlandse tijdschriftenmarkt". Aan deze prijs, die ieder jaar in december tijdens het Tijdschriftengala wordt uitgereikt.

De Mercur d’Or, LOF-prijs voor Magazines is een felbegeerde oeuvreprijs. Inschrijven voor de prijs is niet mogelijk, de winnaar wordt op basis van nominaties aangewezen door de breed samengestelde Mercurs jury, waarin het LOF een afgevaardigde heeft.
De prijs wordt jaarlijks in december uitgereikt, samen met de andere Mercurs. Aan de prijs is een geldbedrag gekoppeld van €5.000 door de winnaar bij voorkeur te besteden aan een ‘goed doel’ ter ondersteuning van het magazine mediavak.
- De LOF-prijs voor Vakinformatie. Deze prijs wordt door een onafhankelijke jury toegekend "aan een uitgave/uitgever op het terrein van vak- en wetenschappelijke informatie". De uitreiking vindt ieder jaar plaats tijdens de Nieuwjaarsbijeenkomst van de Groep Uitgevers voor Vak- en Wetenschap van het Nederlands Uitgeversverbond. Ook deze prijs bestaat uit een geldbedrag van 10.000 euro (2008).
- De LOF-Innovatieprijs. Deze werd in 2006 voor het eerst werd uitgereikt en beoogt innovatieve vakinformatie te stimuleren. De prijs bestaat uit een geldbedrag van 5000 euro (2008) en wordt toegekend door dezelfde jury als van de LOF-prijs voor Vakinformatie.

Verder werd in november 2007 het veertigjarig bestaan van het Lucas-Ooms Fonds gevierd met de LOF40-prijs, een legpenning die werd uitgereikt aan veertig personen vanwege hun verdiensten voor het tijdschriftenvak.

#### Bijzondere projecten
Het Lucas-Ooms Fonds steunt tevens enkele projecten op het terrein van tijdschriften in Nederland en Vlaanderen. Het gaat daarbij vooral om studieprojecten en tentoonstellingen. Ook sponsorde het fonds een aantal archiveringsprojecten, teneinde studies van tijdschriften in de toekomst mogelijk te maken.

## Winnaars LOF-prijzen[1]

#### Mercur d’Or/LOF-prijs voor Magazines
- 1970: Renate Rubinstein (toen reisjournaliste voor Avenue), Ben Kroon (Dagblad De Tijd), Michel van der Plas (Elseviers Magazine), Karel van het Reve (Het Parool), Kees Scherer (Fotograaf Avenue), Opland (Politiek tekenaar de Volkskrant)
- 1971: Redactie De Tijd
- 1972: Godfried Bomans (postuum), Eddy Posthuma de Boer (fotograaf, Avenue), André Rutten (Dagblad De Tijd), Willem Sprenger (de Volkskrant), Peter van Straaten (tekenaar, Het Parool), Collectieve redactie Dagblad De Tijd, Paul van ’t Veer (Het Parool)
- 1975: Anton Beeke (vormgever, Hollands Diep), Bibeb Lampe (Vrij Nederland), Wouter Lap (tekenaar, Panorama), Redactie Gazette, M.G. Niessen (Koppeling)
- 1976: Haagse Post
- 1977: Boekenbijlage Vrij Nederland, Eppo Doeve (tekenaar, Elseviers Magazine), Redactie en Directie Haagse Post, Rita Kohnstamm (Ouders van Nu), Miep Racké-Noordijk (Scheherazade, Libelle), Rob Stolk (de Tand des Tijds)
- 1978: Margriet, Tijdschrift Antenne (Keesing), Pieter van Acker, Dirk Buwalda, Theo van Houts (fotografen, Panorama), Uitgever Lecturis, Boekenbijlage Vrij Nederland
- 1979: Han van de Werken, redactie ARTIS
- 1982: Stichting World Press Photo
- 1983: Libelle
- 1984: Th.J. Martens, redactie Natuur en Techniek
- 1986: Grasduinen
- 1988: Flair
- 1989: Nieuwe Revu
- 1990: KIJK
- 1991: Redactie Vrij Nederland
- 1992: Michel van der Plas, columnist Elsevier
- 1994: Scheherazade, columniste Libelle
- 1996: Panorama
- 1998: Voetbal International
- 1999: Quote
- 2000: Elsevier
- 2001: Rupert van Woerkum, bladenmaker/creatief directeur Telegraaf Tijdschriftengroep
- 2002: De Groene Amsterdammer
- 2006: Auke Visser, CEO Sanoma Men's Magazines en voorzitter Groep Publiekstijdschriften NUV
- 2007: Veronica Magazine
- 2008: Cisca Dresselhuys, ex-hoofdredacteur Opzij
- 2009: Jacques de Leeuw, oprichter van AUDAX
- 2010: Vrij Nederland
- 2011: Franska Stuy, hoofdredacteur Libelle
- 2012: Donald Duck
- 2013: Arendo Joustra, hoofdredacteur Elsevier.
- 2014: VT Wonen
- 2015: de oeuvreprijs: Jildou van der Bijl (creative director Mood for Magazines en Hoofdredacteur LINDA.)
- 2016: Blendle
- 2017: Luc van Os (CEO Hearst Netherlands)
- 2018: FLOW (Sanoma Media)
- 2019: Jaap Biemans (Artdirector Volkskrant Magazine / Coverjunkie.com)
- 2020: Volkskrant Magazine journalist Antoinnette Scheulderman voor het interview met Marc de Hond[bron?]
- 2021: niet uitgereikt
- 2022: Els Rozenbroek (Freelance (hoofd/eind)redacteur o.a. LINDA., Saarmagazine)

#### LOF-prijs voor Vakinformatie
- 1985: Boerderij
- 1987: Elektuur
- 1991: Automatiseringsgids
- 1993: Textielvisie
- 1995: Snackkoerier
- 1997: Boerderij
- 2000: Aedes Magazine
- 2002: Adformatie
- 2003: Distrifood
- 2004: BIZZ
- 2005: TravelEcadamy
- 2006: Intermediair Portfolio
- 2007: Auto & Motor Techniek
- 2008: Retailtrends Media
- 2009: Computable
- 2010: Medisch Contact-Artsennet
- 2011: Food Inspiration Magazine
- 2012: Emerce
- 2013: Twinkle
- 2014:
- 2015: Coach Link, uitgeverij Boom Nelissen
- 2017: Boerderij, Reed Business

#### LOF-Innovatieprijs
- 2006: Technische Revue/TR-Online
- 2007: TWiNKLE
- 2008: Boerderij.nl
- 2009: re.Public

#### BeLOFte van het Jaar
- 2015: Renee Bijlsma (coördinator projectredactie Libelle)
- 2016: Pieter Zwart (Data-journalist bij VI en op Catenaccio.nl)
- 2017: Emiel Brinkhuis (Winq – MediaMANsion)
- 2018: Onno den Hollander (Quote) - Hearst Netherlands
- 2019: Bret Hartman – (Libelle) - Sanoma Media Nederland
- 2020: Arjun Chadha - (Get Familiar Magazine)
- 2021: Isabelle Udo (founder en creative director VideOrbit). Runners Up: Victor Pak (redacteur Elsevier Weekblad) en Soraya Hadjar (editor at large Complex NL)

#### LOF Studentenprijs
- 2013: Fontys Hogeschool Journalistiek Tilburg met ‘Tess’